# Āsemānābād
Āsemānābād (persiska: آسِمان آباد) är en ort i Iran.   Den ligger i provinsen Ilam, i den västra delen av landet, 500 km väster om huvudstaden Teheran. Āsemānābād ligger 1 263 meter över havet och antalet invånare är 5 899.
Terrängen runt Āsemānābād är huvudsakligen kuperad. Āsemānābād ligger nere i en dal.Runt Āsemānābād är det ganska glesbefolkat, med 39 invånare per kvadratkilometer. Närmaste större samhälle är Eyvān, 12,7 km sydväst om Āsemānābād. Trakten runt Āsemānābād består till största delen av jordbruksmark.